# Циркон (ракета)
3M22 Циркон (рус. 3M22 Циркон; назив према НАТО класификацији: SS-N-33) је нова руска хиперсонична крстарећа ракета последње генерације, произвођача ОАО ВПК „НПО машиностроения“, која може да уништи истовремено два или више најсавременијих бродова или носача авиона.
Почетак испитивања хиперсоничне крстареће ракете „Циркон“ објављен је 2016. године а крајем новембра 2017. године „Циркон“ је ушао у састав Оружаних снага Русије. Планирано је да ово оружје буде постављено у периоду од 2018—2027. године на корвете и фрегате руске морнарице.

## Историја
Ракета представља даљи развој ХЕЛА ( Хиперсонично експериментално летеће возило ) коју је развио НПО Машиностројенија која је била изложена на сајму МАКС 1995. године.
Прототипови су тестирани са бомбардера Ту-22М3 2012-2013. Лансирања са земаљске платформе уследила су 2015. године, а први успешни резултати постигнути су  2016. године.
У априлу 2017. је објављено да је Циркон достигао брзину од 8 маха (9.800 km/h (6.100 mph); 2.722,3 м/с). ) током теста летења. Циркон је поново тестиран 3. јуна 2017, скоро годину дана раније него што су најавили руски званичници. У новембру 2017. године, генерал-пуковник Виктор Бондарев је изјавио да је ракета већ у употреби. 
Још један тест лета ракете који се наводно догодио 10. децембра 2018. показао је да она може да достигне брзину од 8 маха. 
По америчком извору, „buster“, први, степен ракетног погона на чврсто гориво, убрзава ракету до надзвучне брзине. Након тога, суперсонични мотор (scramjet) на течно гориво (Децилин, Т-10, ЈП-10 млазно гориво, угљоводоник по основној формули C10H16), смештен у другом степену, убрзава ракету до хиперсоничне брзине.
Руски председник Владимир Путин изјавио је 20. фебруара 2019. године да је ракета способна да постигне брзину до 9 маха и да уништи морске и копнене циљеве у домету од 1.000 км (540 нми; 620 миља).
Дана 24. децембра 2019. године , Владимир Путин је изјавио да је копнена верзија Циркона у развоју.
Према речима главнокомандујућег Ратне морнарице Русије Николаја Јевменова, од јануара 2020. Циркон је још увек био у фази тестирања и, упркос укупној позитивној оцени програма тестирања, још увек је патио од „дечијих болести“. Модернизоване фрегате планирано је да буду прва платформа која ће примити хиперсоничну ракету, а испитивања ће се наставити паралелно са наоружањем морнарице крстарећом ракетом Калибр. Јевменов је такође навео да се очекује да ће Циркон ући у службену употребу „у наредних неколико година“.
Почетком јануара 2020. године, ракета Циркон  је први пут пробно лансиран са фрегате „Адмирал Горшков“ у Баренцовом мору и успешно је погодио копнени циљ на северном Уралу, прешавши удаљеност од 500 км.
Начелник руског генералштаба Валериј Герасимов је 7. октобра 2020. изјавио да је Циркон лансиран са фрегате Адмирал Горшков и да је успешно погодио поморски циљ у Баренцовом мору удаљен 450 km (280 mi), достигавши брзину од  више од 8 маха  и надморску висину од 28 km (17 mi).
Рат у Украјини који је почео фебруара 2022. године убрзао је стављање ракете Циркон  у употребу до краја 2022. године. Наиме крајем јула 2022. године Владимир Путин је на Главној поморској паради у Санкт Петербургу рекао...да су отворене одређене границе и области руских националних интереса, како економских тако и виталних стратешких области и да ће у склопу њихове заштите  следити испорука најсавременијих хиперсоничних ракетних система циркон оружаним снагама Русије у другој половини 2022. године, а да ће фрегата  Адмирал Горшков бити први носилац тог наоружања.

## Карактеристике
Технички подаци „Циркона“ држе се у тајности, па се претпоставља да је:
- Дужина: 8-9,5 м.
- Пречник: 600 мм
- Гориво: децилин (Т-10)

- Тежина пет тоне.
- Тежина борбене јединице: 300-400 kg;
- Максимални домет: до 1.600 км
- Максимални оперативни домет: 135 до 270 наутичких миља или 250 до 500 км (према америчким подацима 540 наутичких миља или 1.000 км)
- Брзина: више од 8 маха (6.000-10.200 км/час или 1.650-2.800 м/с) или 250 км за две и по минуте, што је брже од брзине снајперског метка“, или шест пута брже од брзине звука.
- Висина лета: 28 км
- Управљачки систем: Инерцијална навигација ИНС (инерцијални навигациони систем) + самонавођена глава АРЛГСН (рус. головка самонаведения, енг. homing head)
- Бојева глава од 300-400 кг са мање од 300 кг високобрзинског експлозива (енг.   high explosive (HE))  или тактичка нуклеарна бојева глава од 300 килотона.

Чак и ако се „Циркон“ обори оружјем за блиску борбу, брод који је био циљ ракете претрпети озбиљно оштећење.  
Циркон се може лансирати са истих лансера као најновији Руске анти-ракета П-800 „Оникс” и „Калибар"(3М54).

## Борбена средства на којима ће бити највероватније инсталиран Циркон
- ТАРКР „Адмирал Нахимов”.[7]
- ТАРКР „Петар Велики” (након његове модернизације од 2019 до 2022).[8]
- Атомски разарачи пројекта 23560 „Лидер”.[9][10]
- НПС Пројекат 885М „Ясень-М”.[11]
- Подморница „Хаски” пете генерације.[12]
- Нуклеарна подморница 949А „Антей”.[13]
- Тешки носач авиона „Адмирал Флота Советского Союза Кузнецов”.[14].